# Idiocerus albofrontalis
Idiocerus albofrontalis är en insektsart som beskrevs av William Lucas Distant 1920. Idiocerus albofrontalis ingår i släktet Idiocerus och familjen dvärgstritar. Inga underarter finns listade i Catalogue of Life.